# Stefano Allocchio
Stefano Allocchio, né le 18 mars 1962 à Milan, est un coureur cycliste italien de la fin des années 1980 et du début des années 1990. 

## Biographie
Professionnel de 1985 à 1993, Stefano Allocchio a notamment remporté quatre étapes du Tour d'Italie, en 1985 et 1990, et une étape du Tour d'Espagne 1989. Il a également couru sur piste, où il a décroché deux médailles de bronze à la course aux points lors des championnats du monde de 1985 et 1986.

## Palmarès sur route
- 1984
  - Giro delle Tre Provincie (it)
- 1985
  - 1re étape de la Semaine cycliste internationale
  - 8e et 11e étapes du Tour d'Italie
- 1988
  - 2e étape du Tour des Pouilles
  - 2e du Trofeo Laigueglia
  - 3e de Milan-Vignola
- 1989
  - 1re étape de la Semaine cycliste internationale
  - 1re étape de Tirreno-Adriatico
  - 8e étape du Tour d'Espagne
- 1990
  - 4ea et 8e étapes du Tour d'Italie

## Résultats sur les grands tours

### Tour de France
2 participations
- 1986 : abandon (13e étape)
- 1987 : 129e

### Tour d'Italie
9 participations
- 1985 : 132e, vainqueur des 8e et 11e étapes
- 1986 : 132e
- 1987 : 128e
- 1988 : 114e
- 1989 : 140e
- 1990 : 162e, vainqueur des 4ea et 8e étapes
- 1991 : 132e
- 1992 : abandon
- 1993 : 110e

### Tour d'Espagne
1 participation
- 1989 : 137e, vainqueur de la 8e étape

## Palmarès sur piste

### Championnats du monde
- Bassano del Grappa 1985
  -  Médaillé de bronze de la course aux points
- Colorado Springs 1986
  -  Médaillé de bronze de la course aux points

### Championnats nationaux
- Champion d'Italie de poursuite par équipes amateurs en 1983 et 1984 (avec Roberto Amadio, Massimo Brunelli)
- Champion d'Italie de l'américaine amateurs en 1983
- Champion d'Italie de la course aux points en 1985 et 1989